# Amphimonhystrella megastoma
Amphimonhystrella megastoma är en rundmaskart som beskrevs av Timm 1961. Amphimonhystrella megastoma ingår i släktet Amphimonhystrella och familjen Monhysteridae. Inga underarter finns listade i Catalogue of Life.